# Calymperes rabenhorstii
Calymperes rabenhorstii là một loài rêu trong họ Calymperaceae. Loài này được Hampe & Müll. Hal. mô tả khoa học đầu tiên năm 1886.